# Waldemar Glaser
Waldemar Glaser (* 20. August 1903 in Striegau; † 22. März 1953 in Hof) war ein deutscher Schriftsteller und Dichter, der in der Zeit des Nationalsozialismus publizierte.

## Leben
Glaser trat zum 1. November 1929 der NSDAP bei (Mitgliedsnummer 163.054) und war ab dem 2. April 1933 Mitglied der Stadtverordnetenversammlung Breslau. Daneben gehörte er innerhalb der SA dem Arbeitskreis der Obersten SA-Führung für Kunst und Wissenschaft an. Glaser leitete die Abteilung Zeitgeschehen im Reichssender Breslau und war stellvertretender Landesleiter und Gauobmann der Gruppe Schriftsteller in der Reichsschrifttumskammer Schlesien.
Er schrieb überwiegend Romane und Gedichte. 1935 verfasste er das Jugendbuch Schar 6 – HJ in Kampf und Spionage. Sein 1938 erschienenes Buch Ein Trupp SA wurde vom Amt Rosenberg ausdrücklich als Lektüre zur weltanschaulichen Schulung der NSDAP empfohlen.
Fast alle seine Schriften wurden in der Nachkriegszeit in der Sowjetischen Besatzungszone auf die Liste der auszusondernden Literatur gesetzt.

## Werke
- Ein Trupp SA. Ein Stück Zeitgeschichte. Voigtländer, Leipzig 1933.[7]
- Feuerwanzen. Bauernjungen retten ihr Dorf. Union Deutsche Verlagsanstalt, Stuttgart 1934.
- Spitzbuben der Tugend. Der falsche Gott. Langen, G. Müller, Berlin 1934.
- Stahlkreuz an der Ruhr. Albert Leo Schlageters Leben u. Sterben. Union Deutsche Verlagsanstalt, Stuttgart 1930.
- Schar 6. HJ in Kampf und Spionage. Hirt, Breslau 1935.
- Asu sein bir. Schläsche Geschichtla. Flemming, Breslau u. a. 1937.
- Sonne in Preußens Fahnen. Aus dem Leben des Reitergenerals Friedrich Wilhelm von Seydlitz. Union Deutsche Verlagsanstalt, Stuttgart 1937.

## Auszeichnungen
- 1936: Schlesischer Literaturpreis[4]